# フィアットルークス
フィアットルークス(Fiat Luxe)とは、ウォッシュクロスとアロマソープを1つにした手作りのフェルトソープのこと。また、それを販売している店。

## 概要
1996年、アメリカ合衆国カルフォルニア州のサンタローザ市で、今の創業者が親しい友人にプレゼントするために、自宅のキッチンで自ら手作りしたことからスタートした。

## 特徴
創業当初から、エッセンシャルオイル・繊維を含めて全て天然の原料で作られ、出来る限り地元の素材のみを使用している。合成の香料等は、一切使われていない。 抗菌作用をもつ天然のウールにアロマソープが丸く内包された形状をしており、そのデザイン性も評価されている。

## 特筆
ロサンゼルスの有名セレクトショップ「Anthropologie]や「Beautyhabit]等の人気ショップで話題になる等、さまざまなメディアで取り上げられて注目を集めている。 しかし天然の原料と地元の素材にこだわるという姿勢は一貫して変わらない。